# Leopold Nicolaus von Ende
Leopold Nicolaus Freiherr von Ende (6 december 1715 in Halle - 14 april 1792 in Altjeßnitz) was een Saksisch aristocraat ("Freiherr") en minister.  
Leopold Nicolaus von Ende werd in 1766 door prins-regent Xaver van Saksen benoemd tot minister en staatssecretaris van Binnenlandse Zaken. Als consequentie van zijn weinig gelukkig verlopen contacten met de avonturier en dubbelspion Peter Aloysius Marquis d’Agdollo werd hij op 26 maart 1777 samen met zijn collega Graf Sacken "wenig ehrenhaft" ontslagen.
In 1768 werd Leopold Nicolaus von Ende benoemd tot grootkruis en kanselier van de Pools-Saksische Militaire Orde van Sint-Hendrik.